# پودونژ
پودونژ (به لهستانی:  Podłęż) یک روستا در لهستان است که در گمینا ماچییوویتسه واقع شده‌است.